# Krescencjusze

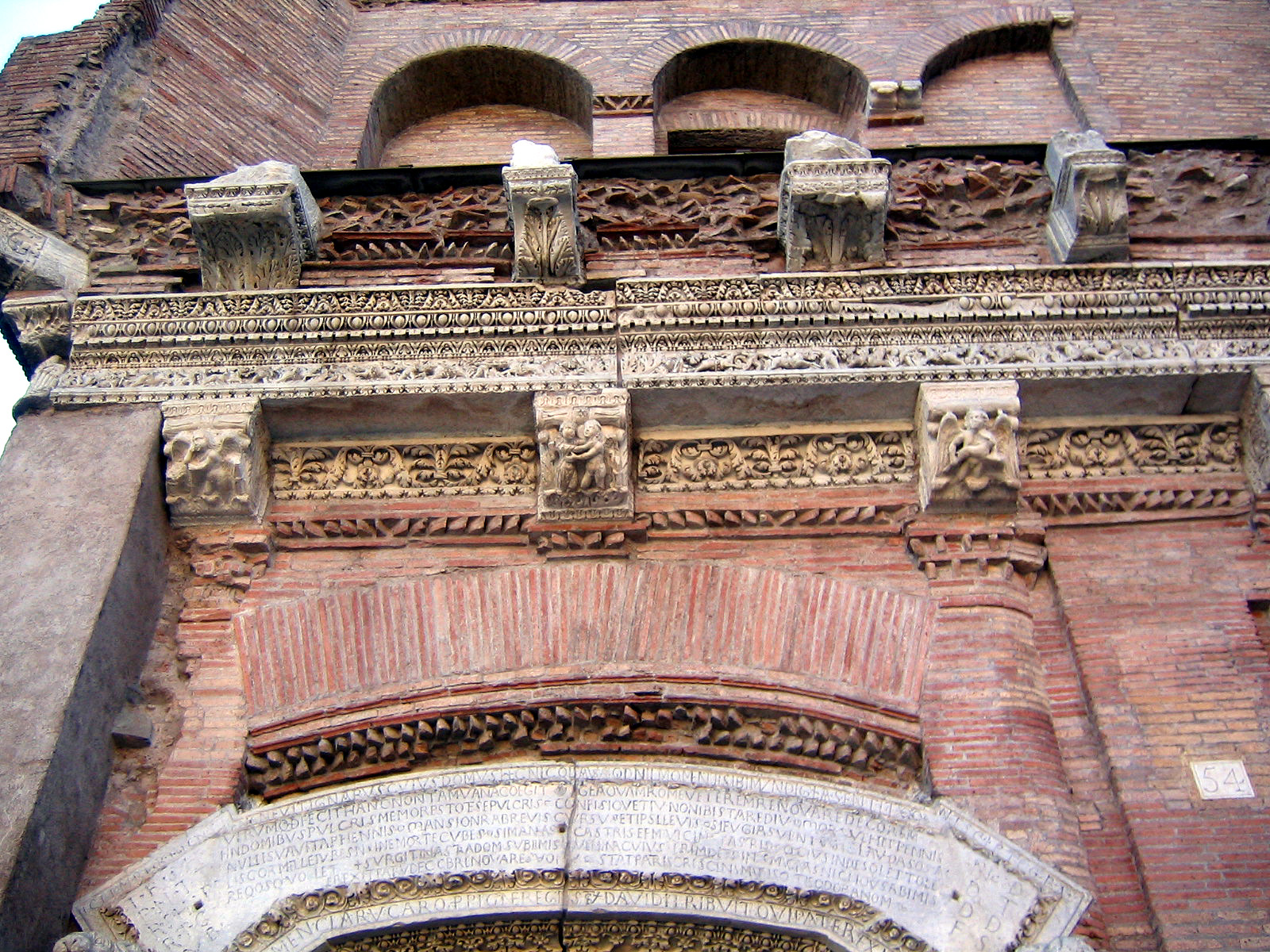
Dom Krescencjusza I

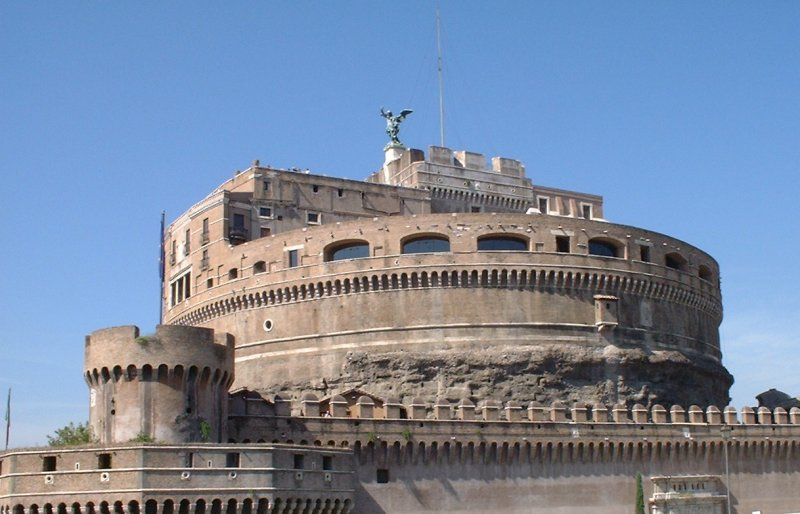
Zamek św. Anioła, bastion rodu Krescencjuszy

Krescencjusze (wł. Crescenzi, łac. Crescentii) – arystokratyczny ród, sprawujący władzę w średniowiecznym Rzymie. Byli oni także spokrewnieni w linii żeńskiej z rodem hrabiów z Tusculum. W przeciwieństwie jednak do hrabiów, byli oni stronnictwem antycesarskim.
Krescencjusze, podobnie jak Tuskulańczycy, byli potomkami konsula Teofilakta i jego żony Teodory. Na przełomie X i XI wieku zdobyli oni władzę w Rzymie, dzięki czemu mogli bezpośrednio wpływać na wybór papieża. Kilku papieży i antypapieży zostało mianowanych z rekomendacji Krescencjuszy.

## Geneza
Imiona Krescens lub Krescencjusz było popularne już w okresie późnego Cesarstwa Rzymskiego (od mniej więcej III wieku). W dokumentach z 901 roku pojawił się pewien Krescencjusz, będący sędzią miejskim i sygnatariuszem sentencji w portyku pałacu Karola Wielkiego. Wśród jego krewnych byli prawdopodobnie Teofilakt i jego żona Teodora, od których wywodzą się arystokratyczne rody Krescencjuszy oraz hrabiów Tusculum. Miastem, w którym rodzina ta miała największe wpływy, była Sabina. Krescencjusz Starszy w 967 roku został odnotowany jako hrabia terytorium Sabiny.

## Krescencjusz I Starszy
Młodsza córka Teofilakta, Teodora Młodsza była matką Krescencjusza, który pełnił w Rzymie funkcję konsula; wbrew pojawiającym się informacjom nie był on jednak bratem papieża Jana XIII. Ojcem Krescencjusza był Jan, mąż Teodory Młodszej. Krescencjusz I nosił także przydomek Caballo Marmoreo. Gdy w 973 roku zmarł cesarz rzymski, Otton I, rodzina Krescencjuszy, planująca przejęcie władzy w Rzymie, postanowiła przejąć kontrolę nad papiestwem. Aby tego dokonać, przyczyniła się do powstania buntu przeciwko urzędującemu papieżowi Benedyktowi VI, który został desygnowany jeszcze przez cesarza Ottona. Papież Benedykt został uwięziony w zamku św. Anioła, a następnie zamordowany, natomiast na jego miejscu zasiadł Bonifacy VII. Na prośbę nowego cesarza, Ottona II, hrabia Sicco zażądał uwolnienia prawowitego papieża (gdy był więziony), lecz i ta prośba nie została spełniona, a hrabiego wkrótce potem także zabito. Ta zbrodnia wzmogła protesty społeczne, które zmusiły Bonifacego do ucieczki do Konstantynopola, a na nowego papieża wybrano Benedykta VII. Był to kandydat mający powiązania z kilkoma rodami arystokratycznymi, dlatego żaden z tychże nie zgłaszał większych sprzeciwów wobec tej kandydatury, jednak napięta sytuacja w Rzymie zmusiła Krescencjusza do zniknięcia na jakiś czas ze sceny politycznej. Po śmierci Ottona II w 983 roku, Krescencjusz powrócił do Rzymu, uwięził Jana XIV w Zamku św. Anioła (gdzie zmarł) i przywrócił na Tron Piotrowy antypapieża Bonifacego (w 984). Po tych wydarzeniach, Krescencjusz przywdział habit i osiadł w klasztorze na Awentynie, gdzie zmarł 7 lipca 984 roku. Jego żoną była Sergia, z którą miał dwóch synów: Jana i Krescencjusza.

## Krescencjusz II Młodszy
Naprawdę miał na imię Jan, lecz zwany był Krescencjuszem Młodszym; był starszym synem Krescencjusza Starszego i jego żony. Po śmierci ojca, to on przejął władzę w Rzymie, piastował funkcję patrycjusza i stanął na czele rodu. Gdy w 983 roku zmarł cesarz Otton II, następca tronu, Otton III był jeszcze dzieckiem, zatem władzę nad cesarstwem przejęła wdowa po nim, Teofano. Krescencjusz Młodszy, aby ponownie kontrolować papiestwo po tym, jak jego ojciec uwięził Jana XIV (zmarłego w 984), chciał przywrócić na jego miejsce antypapieża Bonifacego. Ten jednak zmarł rok później (w 985) i Krescencjusz mianował na Stolicę Piotrową Jana XV. Regentka Teofano była wówczas zajęta sprawami w Niemczech i nie mogła interweniować w sprawie tej kandydatury. W 988 roku Krescencjusz II zmarł, a władzę po nim przejął jego brat, Krescencjusz Nomentanus.

## Krescencjusz II Nomentanus
Krescencjusz Nomentanus, po śmierci starszego brata, przejął tytuł patrycjusza rzymskiego i szybko popadł w konflikt z Janem XV. Jego celem było przywrócenie w Rzymie republiki arystokratycznej i ograniczenie władzy papieskiej. W międzyczasie, zmarła regentka Teofano (w 991) i władzę nad cesarstwem przejął Otton III. Papież Jan XV, skonfliktowany ze wszystkimi stronnictwami w Rzymie, poprosił cesarza o interwencję i przyjazd do Wiecznego Miasta. Otton chciał spełnić tę prośbę, jednak przybył na Lateran zbyt późno, gdy Jan już nie żył. W 996 roku Otton III dopilnował, by na Tron Piotrowy intronizowano pierwszego niemieckiego papieża, Grzegorza V, który potem odwdzięczył się, koronując Ottona na cesarza rzymskiego. Wkrótce potem, Otton nakazał wygnać Krescencjusza z miasta, lecz papież postanowił go ułaskawić. Krescencjusz wykorzystał sytuację i, gdy Otton wyjechał z miasta, intronizował antypapieża Jana XVI. W lutym 998 cesarz powrócił do Rzymu, zdławił bunt i przywrócił Grzegorza na urząd papieski. Trzy miesiące później odbył się synod, na którym papież-uzurpator, Jan, został dotkliwie okaleczony, natomiast Krescencjusza skazano na śmierć, przez ścięcie na murach zamku św. Anioła (najprawdopodobniej 24 kwietnia 998). Był żonaty ze Stefanią i miał z nią córkę, Rogatę.

## Jan III Krescencjusz
Po dekapitacji Nomentanusa, władzę w Rzymie przejął Jan III Krescencjusz, syn albo Krescencjusza Młodszego (pogląd ostatnio dominujący), albo Krescencjusza Nomentanusa (pogląd dawniejszy). Aby zapewnić sobie pełnię władzy, (objętej w 1001 roku) dopilnował by nowym papieżem (po śmierci Sylwestra II) został Jan XVII. Ponieważ cesarz Otton III zmarł w 1002 roku, Jan Krescencjusz bez problemów został także patrycjuszem rzymskim. Tymczasem papież Jan sprawował urząd papieski zaledwie około pół roku, a gdy zmarł, Krescencjusz wprowadził na Tron Piotrowy swojego krewnego, Jana XVIII. Papież ten zabiegał o wpływy w Niemczech, prosząc króla Henryka II, by przyjechał do Rzymu, zwłaszcza po koronacji w 1004 w Pawii, jednak Krescencjusz stanowczo się temu sprzeciwiał. Było to najprawdopodobniej spowodowane probizantyńskimi sympatiami patrycjusza. Po abdykacji Jana XVIII, dzięki rekomendacji Jana Krescencjusza, nowym papieżem został Sergiusz IV, który, podobnie jak jego poprzednicy, pozostawał pod silnym wpływem swojego protektora. Zarówno Sergiusz, jak i Krescencjusz, zmarli w maju 1012 roku (odpowiednio: 12 i 18), co dało podstawę do twierdzeń, że śmierć nie nastąpiła z powodów naturalnych.

## Schyłek
Po wydarzeniach z 1012 roku, ród Krescencjuszy nie zdołał utrzymać pozycji w Rzymie i został wyparty przez ród hrabiów Tusculum. Tuskulańczycy wytypowali Benedykta VIII na Stolicę Piotrową. Kandydatem osłabionych Krescencjuszy był Grzegorz VI, który wkrótce potem został wygnany z Rzymu i ogłoszony antypapieżem. Te wydarzenia spowodowały, że Krescencjusze całkowicie stracili swoje wpływy w Rzymie i przenieśli się do Sabiny, gdzie dali początek rodom Stefaniani i Ottaviani. Z linii Ottaviani być może pochodził antypapież Wiktor IV, ale nie jest to pewne.
Mimo wygaśnięcia głównej linii rodu, samo imię Krescenjusz pozostało często spotykane. Od XII wieku są poświadczone w Rzymie szlacheckie rodziny Crescenzi (de Crescentio) oraz Cenci, które jednak z dawnymi Krescencjuszami nie miały nic wspólnego. Z rodu Crescenzi pochodziło wielu kardynałów: Gregorio Crescenzi (zm. 1208), Gregorio Crescenzi (zm. 1227), Marcello Crescenzi (zm. 1552), Pier Paolo Crescenzi, Alessandro Crescenzi, Marcello Crescenzi (zm. 1768).